# Hôpital Lesbazeilles
L'hôpital Lesbazeilles est un ancien établissement de santé reconverti en EHPAD situé sur la commune de Mont-de-Marsan, dans le département français des Landes.

## Présentation
Le site de l'hôpital Lesbazeilles est situé dans le centre-ville, à l'est de la place du Général-Leclerc et au sud du Midou. Il est délimité par la rue des Jardins, la rue Augustin Lesbazeilles, le boulevard Delamarre et les allées Farbos.

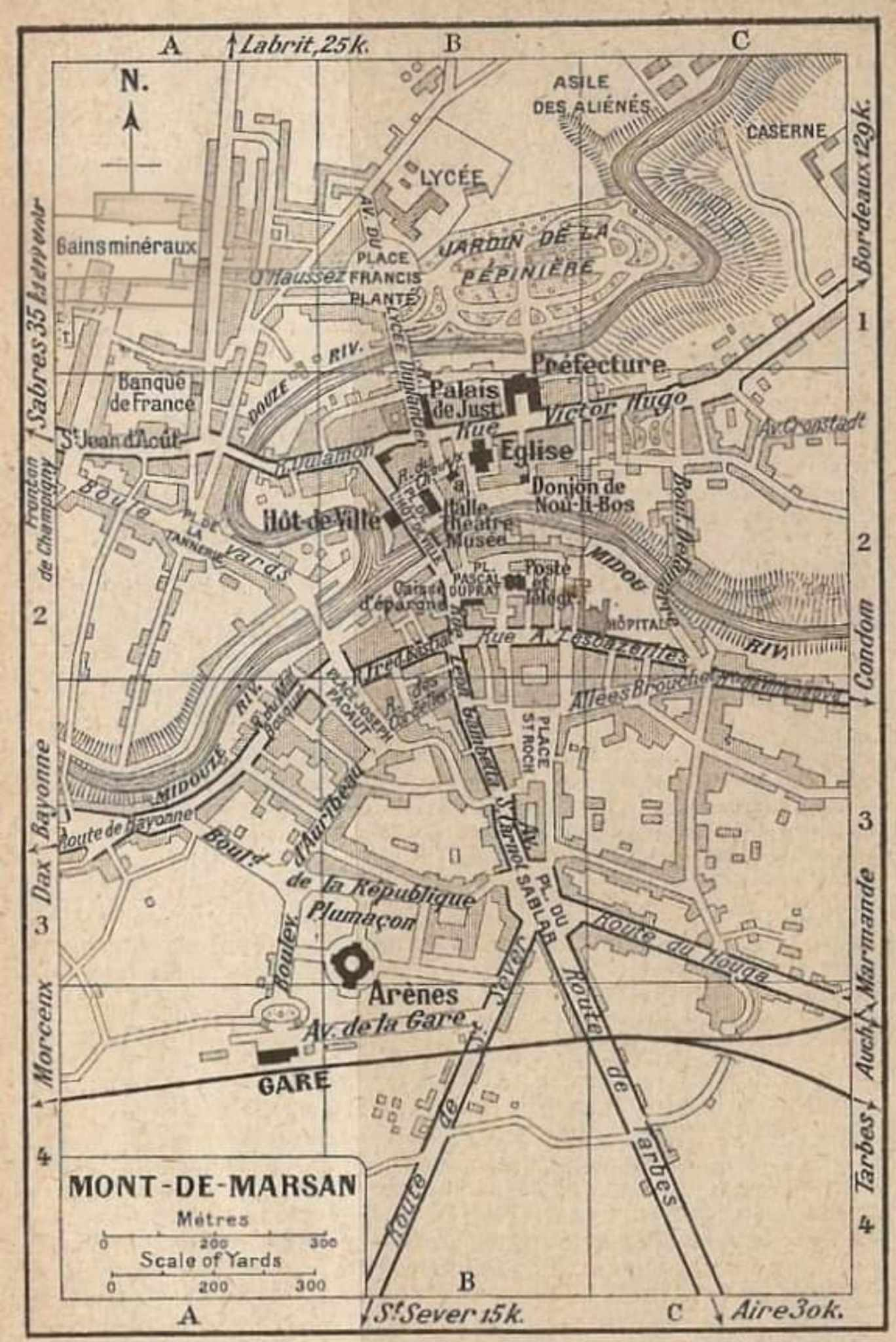
Situation de l'ancien hôpital Lesbazeilles.

### Historique

#### Hôpitaux médiévaux primitifs
Dès la fondation de Mont-de-Marsan entre 1133 et 1141, la cité est une étape sur la voie Limousine des chemins de Compostelle.
Jusqu'au XVIIe siècle, voyageurs, pèlerins de Compostelle, malades et indigents peuvent trouver refuge dans des couvents (couvent des Cordeliers ou couvent des Clarisses) ou bien dans des hôpitaux d'origine médiévale situés à l'intérieur des murailles du Bourg-de-la-Grande-Fontaine :
- l'hôpital Saint-Jean-du-Bourg-de-la-Font[n 2], faisant face à l'entrée du couvent des Cordeliers ;
- l'hôpital du bout de pont de pierre, près de la cale de la Midouze[n 3].

Deux autres hospices plus excentrés  existent à la même époque :
- l'hôpital Dieu de la porte Campet ;
- l'hôpital Sainte-Anne de Capcorneau à Nonères[2].

Chaque hôpital a sa personnalité juridique et son patrimoine propres, une administration généralement religieuse nommée par son fondateur, sous le contrôle du seul évêque d'Aire.

#### Fondation de l'hôpital de la ville
XVIIe siècle
La fin du XVIIe siècle est marquée par la montée de la pauvreté et de la mendicité en France, sous les effets conjugués des guerres de Louis XIV et du petit âge glaciaire. Afin de prévenir les risques de troubles à l'ordre public résultant du vagabondage, le roi Louis XIV décide de créer dans son royaume de nouveaux hôpitaux, davantage destinés à contenir ces populations qu'à les soigner. Dans ce cadre, il fonde par lettres patentes du 19 juin 1696 l'hôpital de la ville de Mont-de-Marsan, auquel il rattache la commanderie hospitalière de Bessaut et ses actifs (incluant des métairies, dîmes, tailles et rentes) afin de lui procurer les ressources financières nécessaires à son fonctionnement.
Le 8 août 1699, Fleuriau d'Armenonville, récemment désigné évêque d'Aire et responsable à ce titre de la gestion des hospices de Mont-de-Marsan, déclare les deux hôpitaux du Bourg-de-la-Grande-Fontaine trop petits et vétustes pour permettre l'accueil des indigents, comme l'impose l'acte royal de 1696. Il décide par conséquent de leur vente afin de financer la construction d'un nouvel établissement, plus grand et fonctionnel.
XVIIIe siècle
La vente a lieu le 10 janvier 1702 et le produit de cession permet d'acquérir le domaine de Posterle, situé à l'extérieur des remparts de Mont-de-Marsan, le long de la muraille du Bourg-de-la-Grande-Fontaine, dans la bourgade de la porte d'Aire, détruite vraisemblablement lors des guerres de Religion, . La porte d'Aire, située au carrefour des actuelles rues des Jardins, Augustin Lesbazeilles et Saint-Vincent-de-Paul, et vraisemblablement défendue par un bastion démoli pour permettre la construction de l'hôpital, est transférée à l'extrémité orientale de l'actuelle rue Augustin Lesbazeilles.

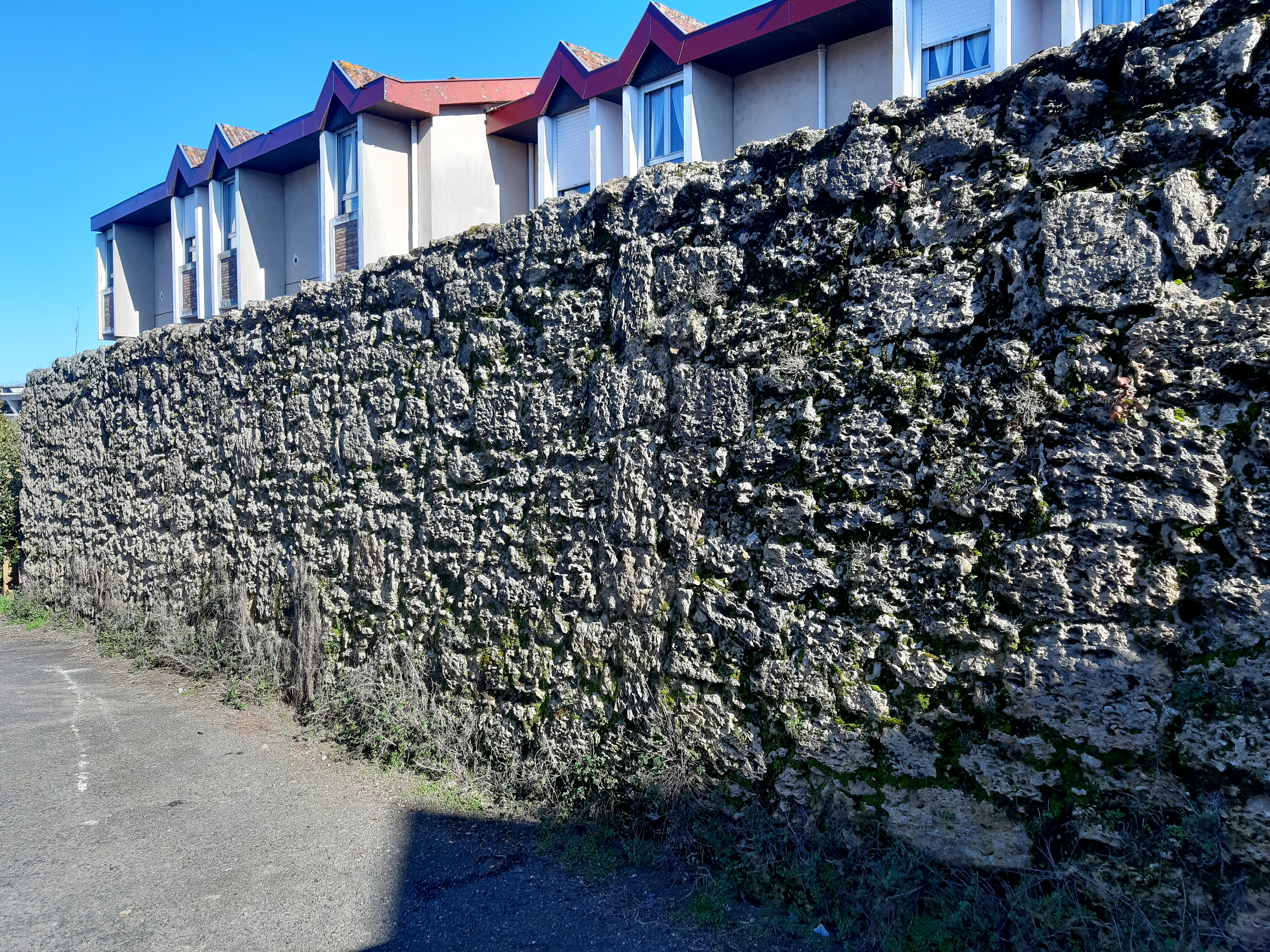
Vestige des remparts de la deuxième enceinte du Bourg-de-la-Grande-Fontaine, rue des Jardins, longeant l'hôpital Lesbazeilles

Le nouvel établissement hospitalier, d'une capacité de 30 à 40 pensionnaires, y est tenu par deux médecins. Conformément à la décision du roi, il vit des revenus de la commanderie de Bessaut, complétés de dons de particuliers. Des parcelles attenantes sont cultivées, le jardin potager et l'élevage d'animaux contribuent à son approvisionnement.
L'hôpital dispose de sa chapelle du Bon-Pasteur, bénie le 22 novembre 1703, et de son propre cimetière, où les pensionnaires décédés sont inhumés. À la Révolution française, la chapelle est détruite et le système de financement par des impôts de l'Ancien Régime est supprimé le 11 décembre 1794 pour être remplacé par un financement public. La chapelle est reconstruite en 1817 et l'hôpital agrandi au cours du XIXe siècle.

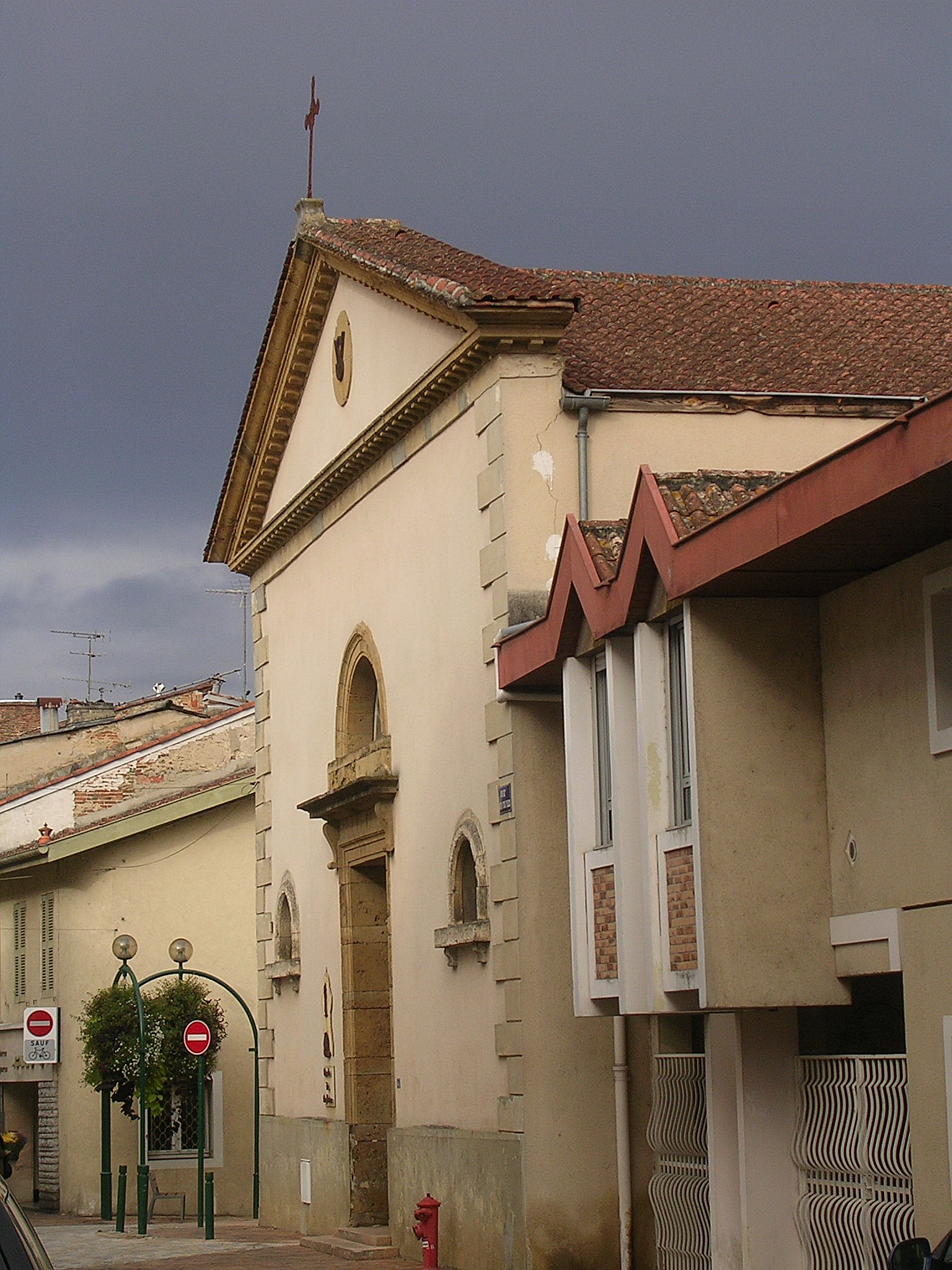
Chapelle de l'hôpital Lesbazeilles
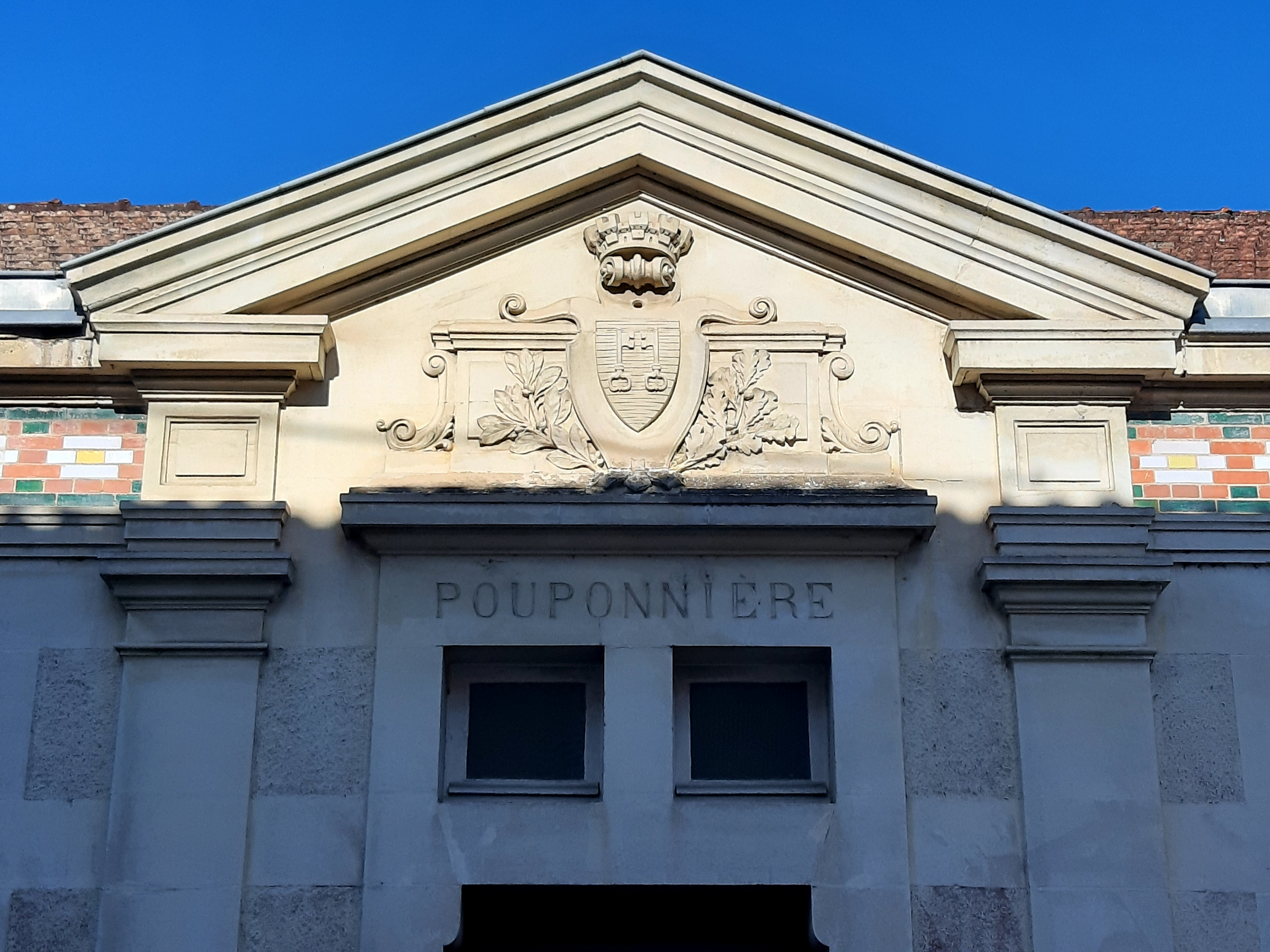
Blason de Mont-de-Marsan sur la façade de la pouponnière

XIXe siècle
Antoine Dufau est mentionné comme administrateur de l'hôpital en 1800. L'hôpital figure sur le cadastre napoléonien de 1811. Un pavillon d'accueil temporaire des malades mentaux est construit en 1827, les conseillers généraux des Landes ayant constaté qu'il existe dans leur département « un certain nombre d'individus attaqués de folie, qui compromettent chaque jour a sécurité publique ». Ils formulent ainsi le souhait de  construire dans l'hospice de Mont-de-Marsan « un quartier destiné à retenir ou traiter les aliénés jusqu'à ce qu'ils puissent être admis (...) à Pau ». Il apparaît sous le nom d'« établissement des fous » sur le plan de la ville de 1845. Il fonctionne jusqu'à l'a construction de l'hôpital Sainte-Anne. L'hôpital prend le nom d'Augustin Lesbazeilles, un bienfaiteur qui lui lègue sa fortune en 1874.
XXe siècle
Ferdinand de Candau, maire de Mont-de-Marsan depuis 1895, décède en octobre 1901. Il lègue par testament la somme de 10 000 francs pour la création d'une crèche, 10 000 francs pour la construction de la maternité et 20 000 francs pour l'hôpital Lesbazeilles. C'est ainsi qu'est créée en 1905 la pouponnière de Lesbazeilles sur un terrain appartenant à l'hôpital. Elle est dotée de 32 berceaux pour accueillir autant d'enfants de moins de deux ans. Administrée par un comité de dames patronnesses, elle reçoit chaque jour la visite d'un médecin attaché à l'établissement.

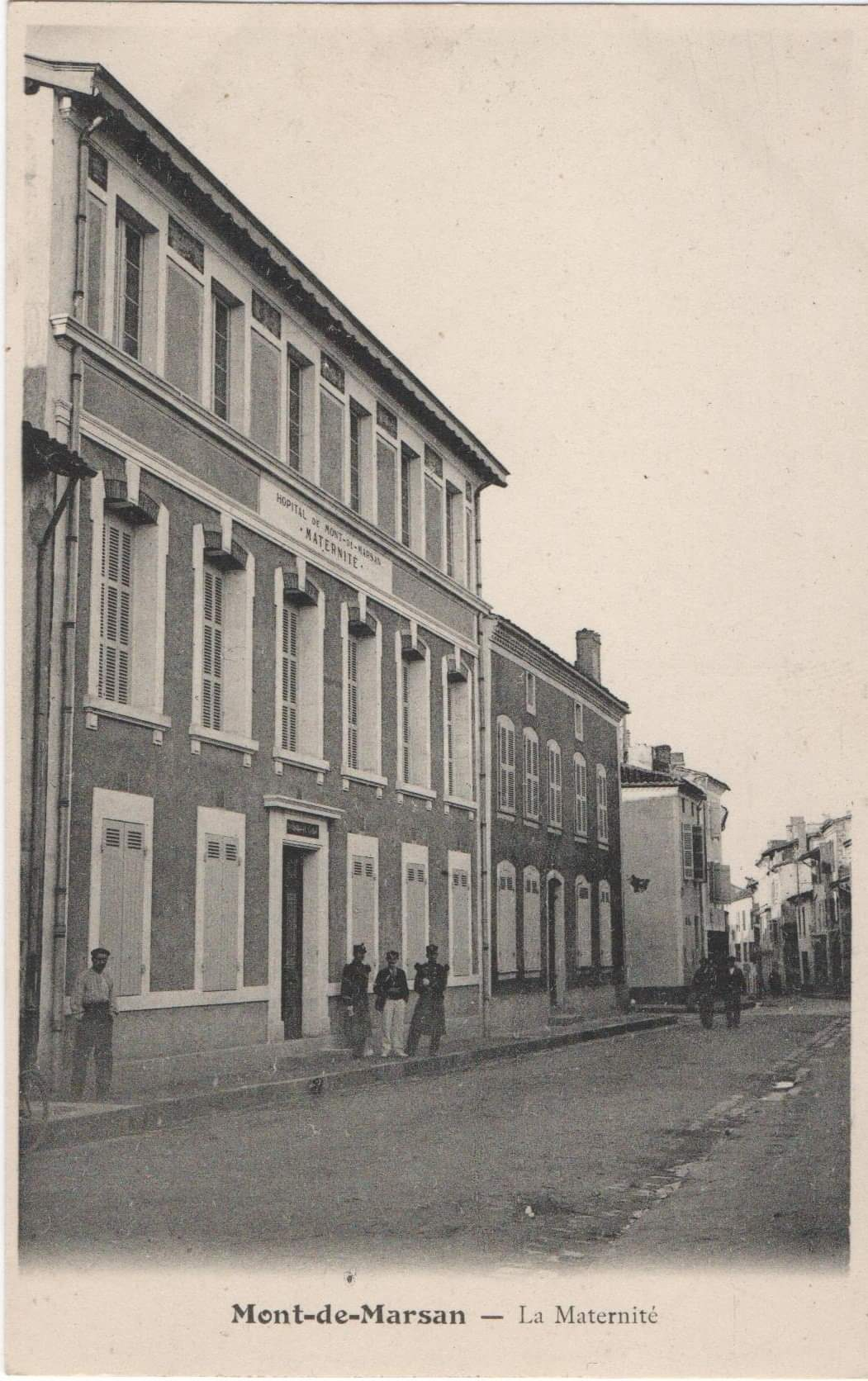
Ancienne maternité de Mont-de-Marsan, 31 rue Augustin-Lesbazeilles
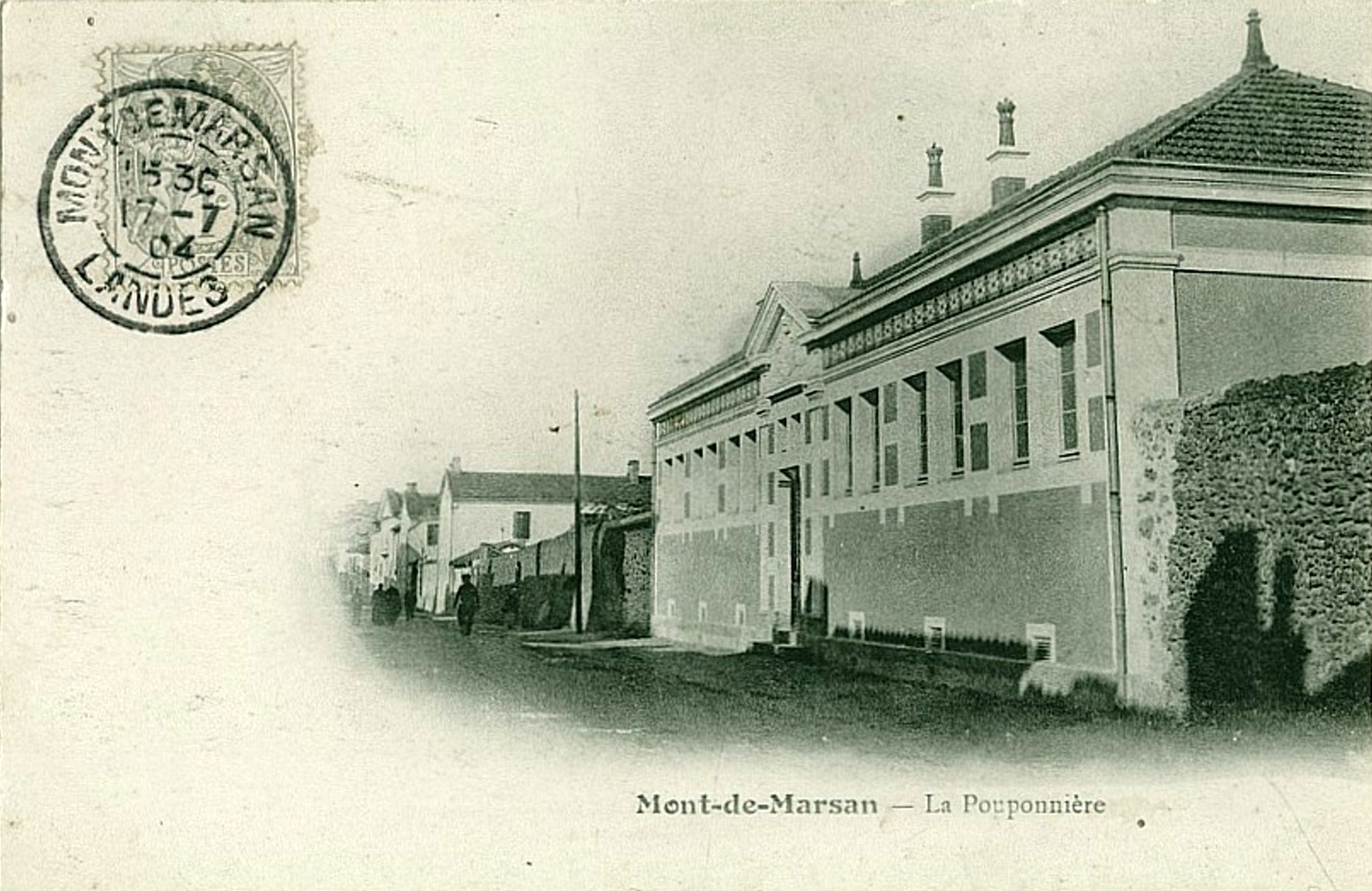
Ancienne pouponnière de Mont-de-Marsan

Au début de l'Occupation de la ville le 27 juin 1940, l'hôpital est réquisitionné, comme les autres établissements de santé de la ville (hôpital Sainte-Anne, hôpital Layné à peine terminé) et sert notamment de lieu de détention aux enfants Juifs de moins de 16 ans arrêtés et séparés de leurs parents. Les Juifs adultes arrêtés sont quant à eux détenus dans la « section allemande » de la maison d'arrêt de Mont-de-Marsan. La base aérienne de Mont-de-Marsan est bombardée le 27 mars 1944 par quarante-sept Consolidated B-24 Liberator américains, entraînant des dégâts collatéraux, matériels et humains, parmi lesquels 10 blessés dans la population civile et chez les militaires italiens. Ils sont transportés à l'hôpital Lesbazeilles pour y être soignés. La libération de Mont-de-Marsan a lieu le 21 août 1944, avec la bataille du pont de Bats.
L'établissement, qui accueille à ses débuts les indigents, puis procure des soins aux malades et aux nourrissons jusqu'à l'ouverture de l'hôpital Layné en 1947, devient une maison de retraite en 1956 puis de nos jours un EHPAD.